# VR Troopers
VR Troopers (Virtual Reality Troopers) ist eine US-amerikanische Fernsehserie von Saban, die in den 1990ern (1994–1996) im deutschsprachigen Raum gezeigt wurde.
VR Troopers ist die US-Amerikanisierung der Metal-Heroes-Serien Chōjinki Metalder (Staffel 1), Jikū Senshi Spielban (Staffel 1&2) und Uchū Keiji Shaider (Staffel 2).

## Handlung
Die Serie VR Troopers war die erste offizielle Schwesterproduktion der Power Rangers. Genau wie diese beinhaltete VR Troopers eine US-Amerikanisierung von japanischen Tokusatsu-Serien.
Die Serie zeigt drei junge Menschen – Ryan Steele, Kaitlin Star und J.B. Reese –, die in der fiktiven Westküstenstadt Cross World City leben. Sie arbeiten und unterrichten alle drei in einem Karatestudio namens „Tao's Dojo“.
Ryan ist ein guter Nahkämpfer, J.B. ist ein Computerspezialist, und Kaitlin ist eine gute Reporterin, die für die „Underground Voice Daily“ schreibt.
Auf der Suche nach seinem vermissten Vater entdeckt Ryan zusammen mit seinen beiden Freunden ein merkwürdiges Laboratorium.
Im Laboratorium befindet sich der digitalisierte Kopf von Professor Horatio Hart, eines sehr guten Freundes von Ryans Vater.
Er berichtet den drei Freunden, dass er einst im Geheimen eine fortschrittliche virtuelle Technologie erfand, die zu seinem Lebensinhalt wurde.
Die „VR“ (virtuelle Realität) ist eine Dimension, in der es Monster und Mutanten gibt, die nach der Herrschaft beider Dimensionen streben. Der Herr dieser Kreaturen nennt sich Grimlord, der in der realen Welt als der industrielle Multimilliardär Karl Ziktor auftritt.
Als Karl Ziktor die Barriere zwischen den beiden Dimensionen für seine Armee von Monstern und Mutanten durchlässig machen will, fällt die Verantwortung zur Verteidigung der realen Welt in die Hände von Ryan, Kaitlin und J.B.
Mit Hilfe ihrer gepanzerten Rüstungen, die ebenfalls diverse Waffen beinhaltet, nehmen sie den Kampf gegen Grimlord auf.

## Nachfolger
Einen richtigen Nachfolger zu VR Troopers gibt es nicht. Inoffiziell gilt allerdings Big Bad Beetleborgs als Nachfolger, da es ebenfalls eine US-Amerikanisierung von Metal-Heroes-Serien ist.